# Stržský rybník
Stržský rybník je rybník o rozloze vodní plochy 3,02 ha nalézající se asi 0,5 km východně od centra obce Buda v okrese Mladá Boleslav. Rybník se nalézá pod silnicí II. třídy č. 276 spojující městečko Bakov nad Jizerou s městečkem Kněžmost. Rybník je spolu s dalšími rybníky (Dolení Střípek, Hoření Střípek a Býčinský rybník) součástí lokální rybniční soustavy vybudované na toku Býčinského potoka. 
Rybník je nyní využíván pro chov ryb a je součástí lokálního biokoridoru Býčinské rybníky. 

## Galerie

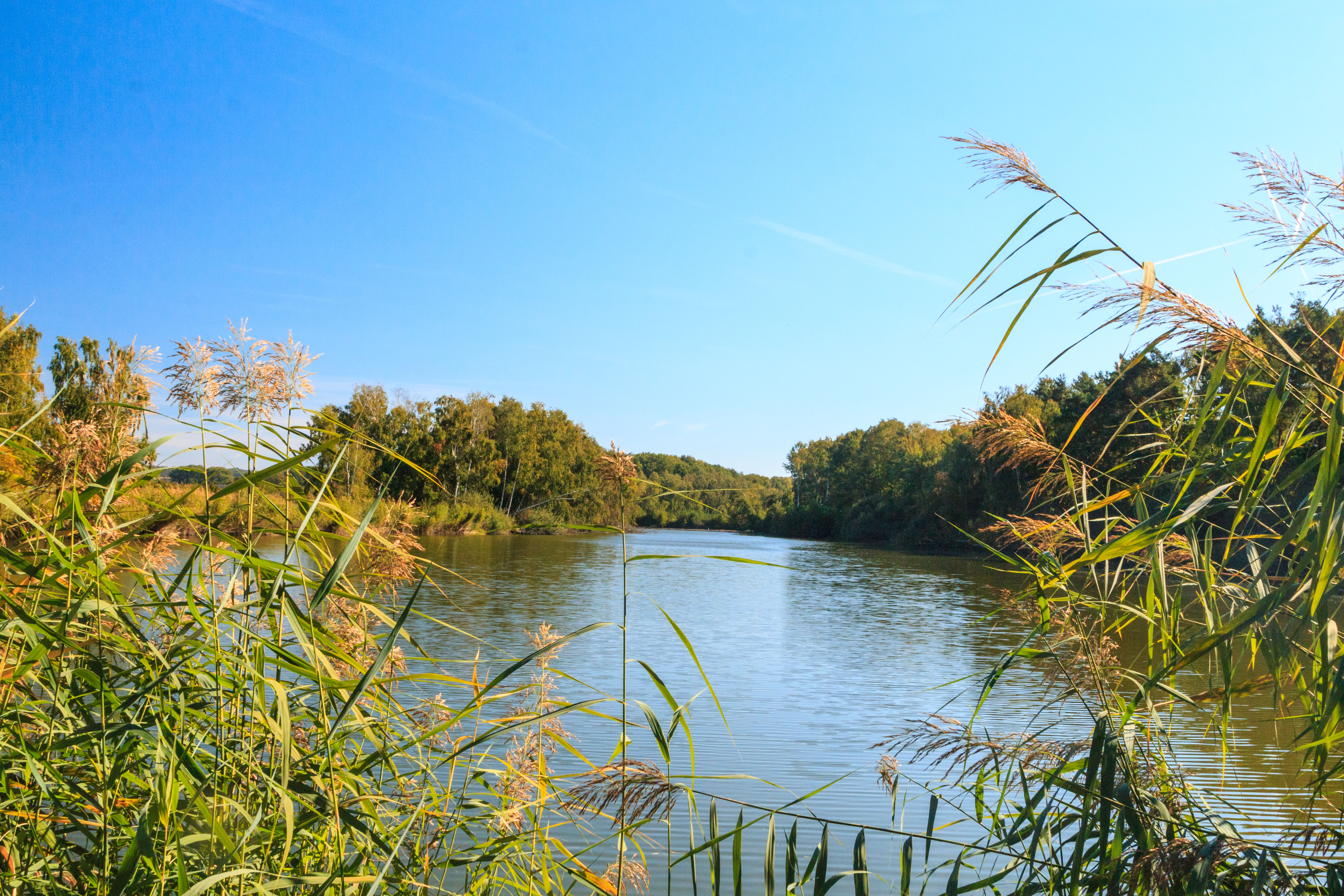
pohled na Stržský rybník
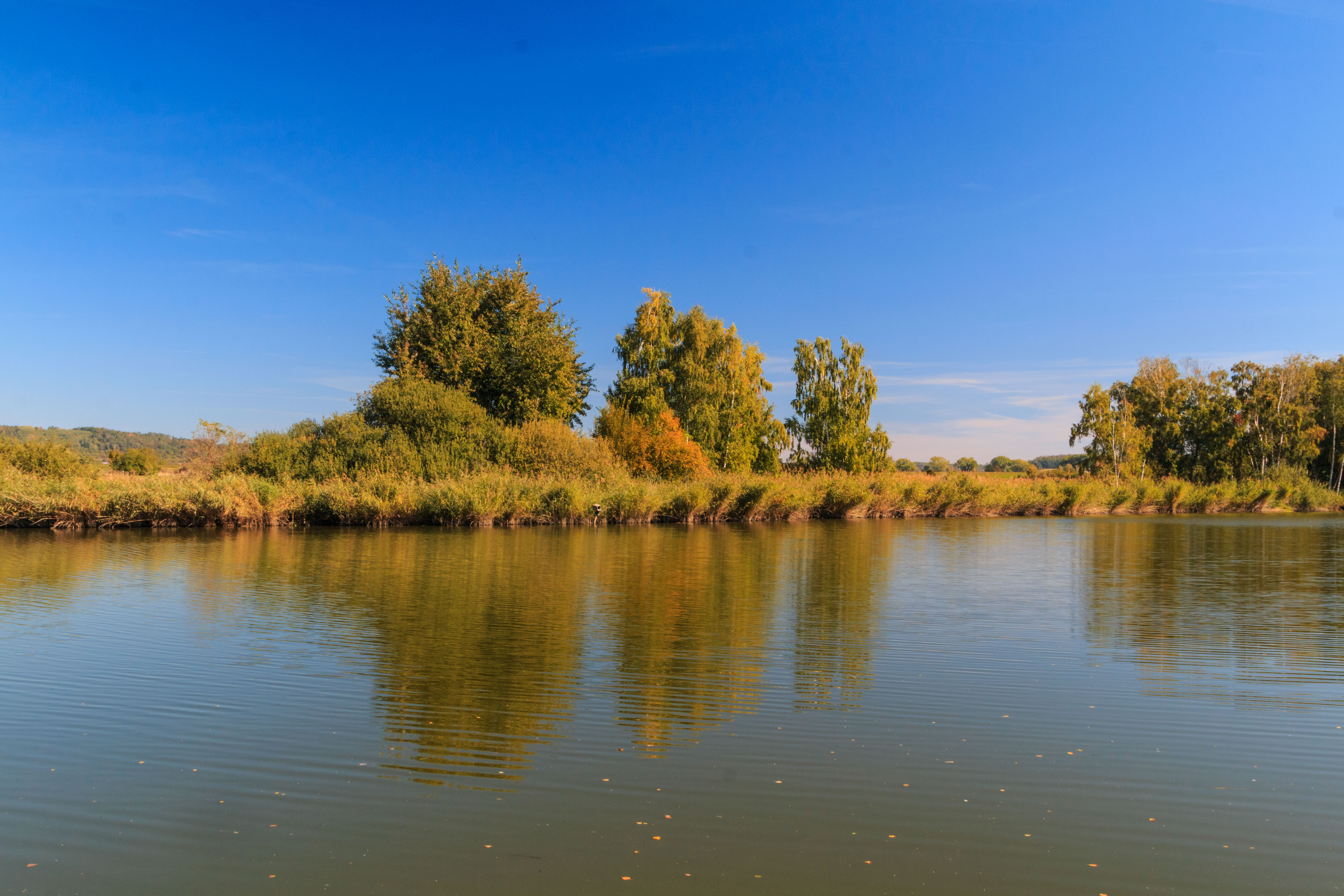
pohled na Stržský rybník
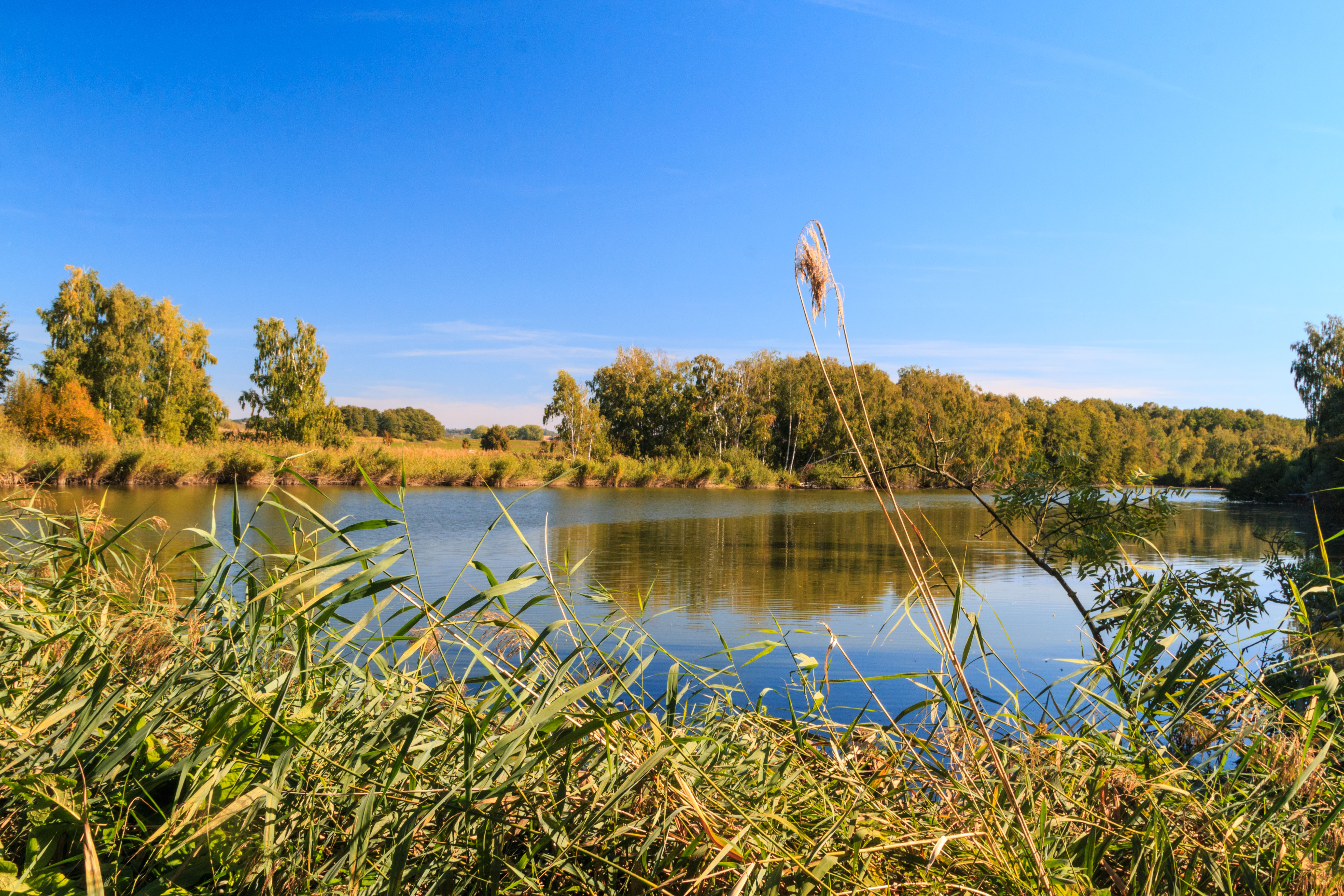
pohled na Stržský rybník
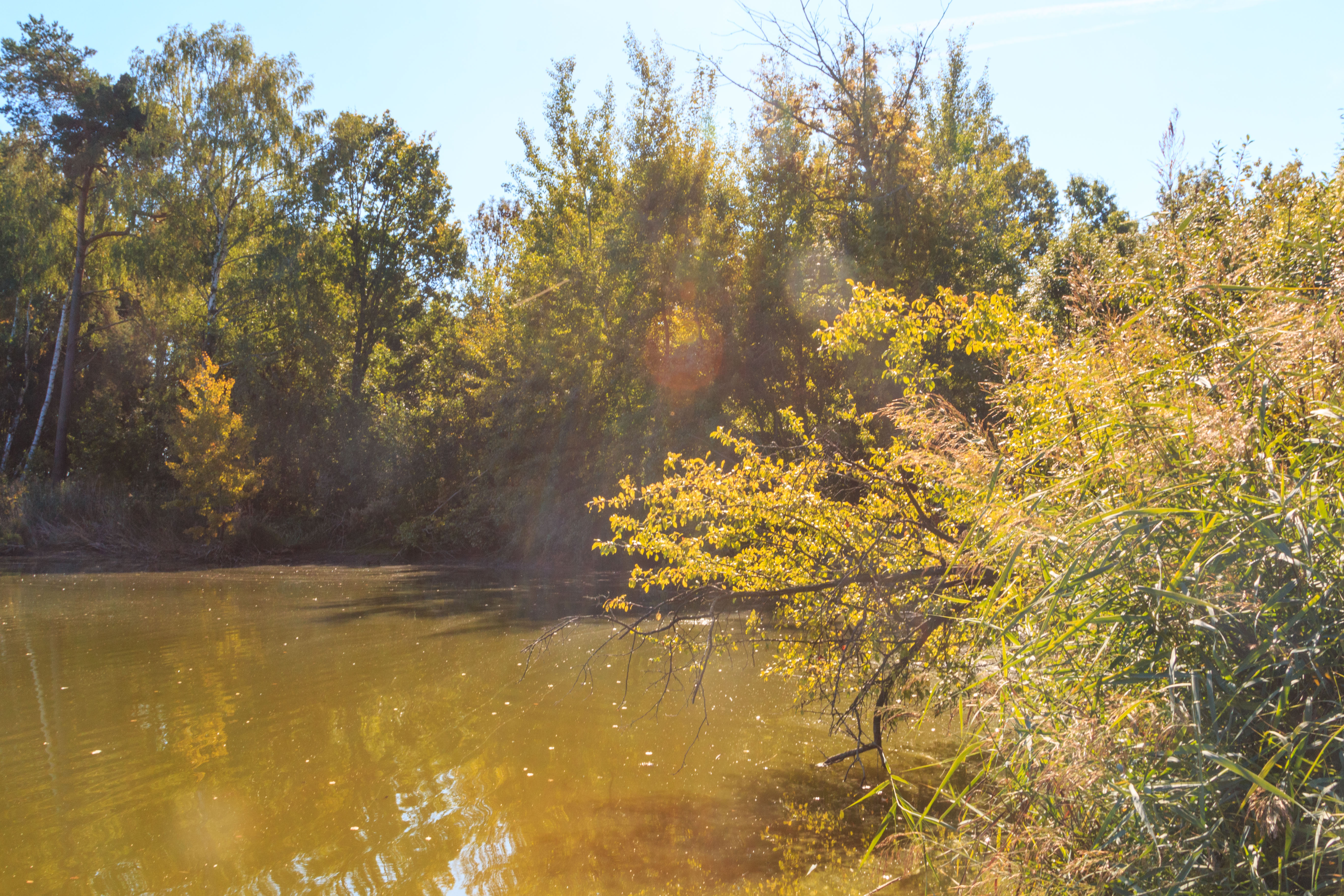
pohled na Stržský rybník
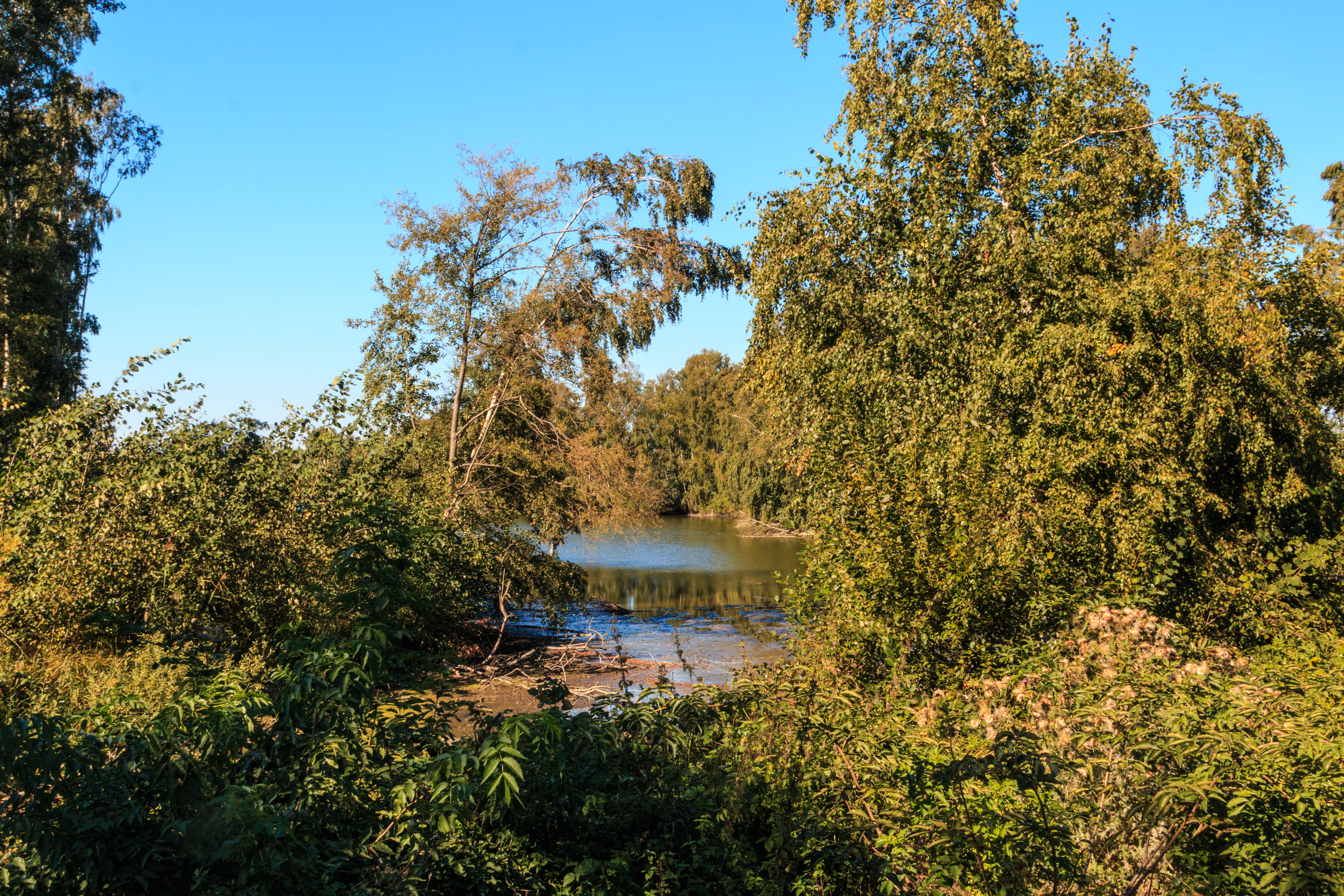
pohled na Stržský rybník